# Morkinskinna
O Morkinskinna (literalmente: Pergaminho apodrecido) é um manuscrito islandês do século XIII, escrito por um autor desconhecido em pergaminho.

Esta saga dos reis trata dos monarcas noruegueses de 1035 até 1177 aproximadamente. Foi compilada provavelmente entre 1200 e 1220.

Está baseada em obras mais antigas (como o ‘’Hryggjarstykki’’), em poesias escáldicas e em tradições orais. Por sua vez, é uma das fontes de duas outras obras famosas -  Fagrskinna e Heimskringla.

## Manuscrito
A cópia mais antiga deste manuscrito foi redigida na segunda metade do século XIII e está depositada na Biblioteca Real da Dinamarca em Copenhaga.